# Списак уобичајених заблуда из историје
Сваки унос на овој списак уобичајених заблуда из историје, формулисан је као исправка, при чему су саме заблуде подразумеване, а не директно наведене. Ови уноси представљају сажете прегледе чињеница, осмишљене да исправе честа погрешна уверења. За детаљније објашњење и потпуне информације, препоручује се консултовање главних чланака који се баве одговарајућим темама.

### Стари век
- Египатске пирамиде нису изграђене коришћењем робовске радне снаге. Археолошки докази показују да су радници били комбинација квалификованих занатлија и сиромашних фармера који су радили ван сезоне, при чему су учесници били плаћени висококвалитетном храном и ослобођени пореза.[1][2] Идеја да су робови коришћени потиче од Херодота, а тврдња да су били Израелци појавила се вековима након што су пирамиде изграђене.[3][2]
- Галије у античко доба нису обично покретали оковани робови или затвореници, као што је приказано у филмовима попут Бен Хура. Њима су управљали плаћени радници или војници, док су робови коришћени само у кризним временима, а у неким случајевима су добијали слободу након што би криза прошла. Птолемејски Египат је можда био изузетак.[4][5]  Друге врсте бродова, попут римских трговачких, често су имале посаде од робова, а понекад је и управник брода био роб.[6]
- Тутанкамонов гроб није украшен проклетством за оне који га узнемире. То је измишљотина новинара таблоида из XX века.[7]
- Минојска цивилизација није уништена ерупцијом Тере и није била инспирација за Платонову параболу о Атлантиди.[8]
- Древни Грци нису користили реч „идиот“ (стгрч. ἰδιώτης: ἰδιώτης, транслитерација: idiṓtēs) да би увредили људе који нису учествовали у јавном животу. Ἰδιώτης је једноставно означавао приватног грађанина,[9] за разлику од државног службеника. Реч је такође означавала било каквог неквалификованог или необученог појединца.[10]

#### Стари Рим
- Такозвани „римски поздрав“, у којем је рука потпуно испружена напред или дијагонално с дланом окренутим надоле и скупљеним прстима, није коришћен у древном Риму. Овај гест је први пут повезан с древним Римом на слици Заклетва Хоратија француског уметника Жака-Луја Давида из 1784. године, која је инспирисала касније поздраве, нарочито нацистички поздрав.[11]
- Богати стари Римљани нису користили просторије зване вомиторијуме да би изазвали повраћање током оброка[12] и тако наставили да једу, нити је повраћање било уобичајени део римских обичаја приликом обедовања.[13] Вомиторијум у амфитеатру или стадиону био је пролаз који је омогућавао брз излазак након завршетка догађаја.[12]
- Сципион Емилијан није посејао со по граду Картагини након што ју је победио у Трећем пунском рату.[14]
- Јулије Цезар није рођен царским резом. Такав захват би у то време био фаталан за мајку, а Цезарова мајка је била жива када је он имао 45 година.[15][16]

### Средњи век

#### Европа
- Средњи век није био „време незнања, варварства и сујеверја“. Црква није стављала религиозни ауторитет изнад личног искуства и рационалне активности, а савремени историчари одбацују термин „мрачни векови“.
- Иако је савремени животни век значајно дужи него у Средњем веку и раније, одрасли људи у Средњем веку нису у просеку умирали у својим тридесетим годинама. Просечан животни век од рођења био је изузетно низак због високе смртности међу новорођенчадима и младима. Међутим, одрасли су живели много дуже; на пример, човек од 21 године у средњовековној Енглеској могао је да очекује да доживи 64 године. Ипак, у одређеним временима и местима животни век је био знатно краћи — на пример, монаси су често умирали у двадесетим или тридесетим годинама.
- У причи о краљу Кнуту и плими, краљ није наредио плими да се повуче из ароганције. Његова намера била је да докаже да ниједан човек није свемоћан и да сви људи морају поштовати снаге које не могу контролисати, попут плиме.
- Не постоје докази да су „гвоздене девице“ коришћене за мучење, па чак ни да су измишљене у Средњем веку. Направљене су у XVIII веку од различитих артефаката пронађених у музејима и арсеналима како би се створили спектакуларни предмети за комерцијалне изложбе.
- Спирална степеништа у замковима нису била дизајнирана у смеру казаљке на сату како би отежала напад десноруким нападачима. Иако су степеништа у смеру казаљке на сату чешћа у замковима, она су још чешћа у средњовековним зградама без војне намене, као што су верске грађевине.
- Пун оклоп европских војника није спречавао кретање нити је захтевао употребу дизалице да би се војници попели на коња. Морали су бити способни за борбу пешке у случају да не могу јахати и могли су самостално јахати и силазити са коња. Међутим, оклоп коришћен у турнирима касног Средњег века био је знатно тежи од оног у ратовању.
- Да ли су „појасеви невиности“, уређаји који спречавају жене да имају сексуалне односе, измишљени у Средњем веку, предмет је расправе међу савременим историчарима. Већина постојећих примера ових појасева сада се сматра намерним фалсификатима из XIX века.
- Средњовековни европски научници нису веровали да је Земља равна. Знало се да је Земља сферног облика још од најмање VI века пре нове ере.
- Средњовековни картографи нису редовно писали „овде су змајеви“ на својим картама. Једине карте из овог периода са овом фразом су Глобус Хант-Ленокс и Глобус од нојевог јајета, обе уз обалу Југоисточне Азије. Карте из овог периода понекад су имале илустрације митских или стварних животиња.
- Напори Кристифора Колумба да добије подршку за своје експедиције нису били осујећени веровањем у равну Земљу, већ оправданим страховима да су Источне Индије удаљеније него што је он мислио. Колумбо је у ствари драстично потценио обим Земље због две рачунске грешке. Мит да је Колумбо доказао да је Земља округла проширили су аутори попут Вашингтона Ирвинга у делу Историја живота и путовања Кристифора Колумба.
- Колумбо није био први Европљанин који је посетио Америку: Лејф Ериксон и могуће други Викинзи пре њега истраживали су Винланд, област на обали Северне Америке. Руине у Л'Анс о Медоузу доказују да је најмање једно нордијско насеље изграђено у Њуфаундленду, потврђујући причу из Саге о Ерику Црвеном.

#### Викинзи
- Нема доказа да су викиншки ратници носили шлемове с роговима; то би било непрактично у борби.
- Викинзи нису пили из лобања поражених непријатеља. Ово је засновано на погрешном преводу скалдске поезије, где се израз „ór bjúgviðum hausa“ (гране лобања) односио на пехаре за пиће у облику рогова.
- Викинзи нису назвали Исланд „Исландом“ како би одвратили људе од пренасељавања. Према Сагама о Исланђанима, Храфна-Флоки Вилгердарсон је видео санте леда на острву када је путовао тамо и назвао га по њима. Популарна легенда каже да је Гренланд добио име с намером да привуче насељенике.

### Рани нови век
- Народ Мешика из Астечког царства није сматрао Ернана Кортеса и његову експедицију боговима током освајања царства. Ова идеја потиче од Франсиска Лопеза де Гомаре, који никада није био у Мексику, већ је измислио мит док је радио за пензионисаног Кортеса у Шпанији, годинама након освајања.
- Елита холандског златног доба носила је црну одећу првенствено као симбол статуса, а не због пуританског самообуздања. Одећа је била статусни симбол због тешкоће процеса бојења и високих трошкова раскошних украса.
- Шах Џахан, индијски могулски цар који је наручио изградњу Таџ Махала, није одсекао руке наводним 40.000 радника или главним дизајнерима како би спречио изградњу другог лепшег споменика од Таџ Махала. Ово је урбани мит који датира из 1960-их.
- Причa да је Исак Њутн био инспирисан да истражује природу гравитације када му је јабука пала на главу готово сигурно је апокрифна. Сам Њутн је рекао само да му је идеја дошла док је седео „у контемплативном расположењу“ и да је „потакнута падом јабуке“.
- Марија Антоанета није рекла „нека једу колаче“ када је чула да француски сељаци гладују због недостатка хлеба. Фраза је први пут објављена у Русоовим Исповестима, написаним када је Марија Антоанета имала само девет година и није била приписана њој, већ „великој принцези“. Први пут јој је приписана 1843. године.

#### Северна Америка
- Рани досељеници (познати као ходочасници) у колонији Плимут у Северној Америци обично нису носили искључиво црну одећу, нити су њихови капотаини (шешири) имали копче. Њихова мода била је заснована на стилу касне елизабетанске ере. Традиционална слика формирана је у XIX веку, када су копче постале симбол старинског стила. (Пуританци, који су се населили у суседној колонији Масачусетс Беј недуго након доласка ходочасника у Плимут, често су носили искључиво црну одећу.)
- Људи оптужени за врачање нису спаљивани на ломачи током суђења вештицама у Салему. Од оптужених, деветнаесторо људи осуђених за врачање обешено је, најмање петоро је умрло у затвору, а један човек је смрскан камењем док су покушавали да изнуде признање од њега.
- Џорџ Вашингтон није имао дрвене зубе. Његове протезе биле су направљене од олова, злата, слоноваче нилског коња, зуба разних животиња, укључујући зубе коња и магарца, као и људских зуба, могуће купљених од робова или сиромашних људи. Пошто су зуби од слоноваче брзо постајали обојени, посматрачима су могли изгледати као да су од дрвета.
- Џорџ Вашингтон такође није рекао „Не могу да лажем“ када је наводно ухваћен да сече очеву трешњу. И фраза и прича су измишљени анегдоти које је створио један од Вашингтонових биографа, Мејсон Лок Вимс, како би га приказао као изузетно поштеног.
- Потписивање Декларације о независности Сједињених Америчких Држава није се догодило 4. јула 1776. Након што је Други континентални конгрес гласао за проглашење независности 2. јула, коначни текст документа је одобрен 4. јула и штампан и дистрибуисан 4–5. јула. Међутим, стварно потписивање десило се 2. августа 1776.
- Бенџамин Френклин није предложио да дивљи ћуран буде симбол Сједињених Америчких Држава уместо белоглавог орла. Иако је био члан комисије која је покушала да дизајнира печат након Декларације о независности, његов предлог је био слика Мојсија. Његови приговори на орла као национални симбол и наклоност према ћурку изражени су у писму његовој кћерки из 1784. године као одговор на коришћење орла од стране Друштва Синсинатија; никада то није јавно изнео.
- Није постојао предлог закона да немачки језик буде службени језик Сједињених Држава, који је поражен за један глас у Представничком дому, нити је такав предлог икада изнет на нивоу држава. Године 1794. петиција групе немачких имиграната одложена је процедуралним гласањем 42 према 41, што би омогућило објављивање неких закона на немачком. Ово је основа за легенду о Миленбергу, названу по председнику Представничког дома у то време, Фредерику Миленбергу, који је био немачког порекла и уздржао се од гласања.

### Модерно доба
- Наполеон Бонапарта није био посебно низак за Француза свог времена. Био је висине просечног француског мушкарца 1800. године, али низак за аристократу или официра. Након његове смрти 1821. године, његова висина је забележена као 5 стопа и 2 инча по француском систему мерења, што је у енглеским мерама 5 стопа и 7 инча (1,70 м).
- Нос Велике сфинге у Гизи није уништен пуцњавом Наполеонових трупа током француске кампање у Египту (1798–1801); недостаје још од најмање X века.
- Синко де Мајо није Дан независности Мексика, већ обележавање победе мексичке војске над Французима у бици код Пуебле 5. маја 1862. Декларација о независности Мексика од Шпаније из 1810. године слави се 16. септембра.
- Лекари из викторијанског доба нису измислили вибратор како би лечили женску „хистерију“ изазивањем оргазма.
- Алберт Ајнштајн није пао на часовима математике у школи. Сам је рекао: „Никада нисам пао из математике... Пре него што сам напунио петнаест година, савладао сам диференцијални и интегрални рачун.“ Међутим, није положио свој први пријемни испит на Швајцарску федералну политехничку школу (ETH) 1895. године, када је био две године млађи од својих вршњака, али је изузетно добро урадио математички и научни део. Испит је положио из другог покушаја.
- Алфред Нобел није изоставио математику из Нобелове награде због ривалства са математичарем Гестом Митаг-Лефлером, јер нема доказа да су се икада срели, нити зато што је Нобелова супруга имала аферу са математичарем, јер Нобел никада није био ожењен. Вероватније објашњење је да је Нобел сматрао математику превише теоријском да би користила човечанству, као и његово лично одсуство интересовања за ту област.
- Григориј Распућин није убијен тако што су му дали торту и вино са цијанидом, пуцали у њега више пута и бацили га у реку Мала Нева када је преживео претходне покушаје. Аутопсија из тог времена показује да је убијен пуцњем. Сензационализована прича из мемоара саучесника принца Феликса Јусупова једини је извор ове верзије.
- Италијански диктатор Бенито Мусолини није „учинио да возови стижу на време“. Већина поправки обављена је пре него што су он и фашистичка партија дошли на власт 1922. године. Штавише, наводна тачност италијанских железница више је била пропаганда него реалност.
- Нема доказа да је пољска коњица јуришала на немачке тенкове са копљима и сабљама током немачке инвазије на Пољску 1939. године. Ова прича је можда настала као резултат немачке пропаганде након јуриша код Кројанта.
- Током нацистичке окупације Данске током Другог светског рата, краљ Кристијан X није спречио нацисте да идентификују Јевреје носећи жуту звезду. Јевреји у Данској никада нису били присиљени да носе Давидову звезду. Дански отпор је помогао већини Јевреја да побегну из земље пре краја рата.
- Нису сви скинхеди беле супрематисти; многи се идентификују као левичари или аполитични и противе се расизму, као што је група Скинхеди против расних предрасуда. Покрет је настао 1960-их у британској радничкој класи, а многи од првих припадника били су црнци и људи са Кариба. Повезаност са белом супремацијом настала је 1970-их због крајње десничарских група попут Националног фронта које су регрутовале припаднике ове субкултуре ради подршке на терену.

#### Сједињене Америчке Државе
- Бетси Рос није дизајнирала ни направила прву званичну заставу Сједињених Америчких Држава, упркос томе што је позната као „застава Бетси Рос“. Ту тврдњу је први пут изнео њен унук век касније.
- Абрахам Линколн није написао свој чувени говор у Гетисбургу на полеђини коверте током путовања возом до Гетисбурга. Говор је био у великој мери завршен пре него што је Линколн кренуо из Вашингтона.
- Проглас о еманципацији није ослободио све робове у Сједињеним Америчким Државама; односио се на десет држава које су још увек биле у побуни 1863. године, али није укључивао око 500.000 робова у пограничним државама које се нису отцепиле.
- Исто тако, наредба од 19. јуна 1865, која се годишње слави као Дан слободе (енгл. Juneteenth), односила се само на Тексас, а не на целу територију Сједињених Америчких Држава. Тринаести амандман, ратификован у децембру 1865, укинуо је ропство на националном нивоу, осим као казну за злочин.
- Куповина Аљаске је углавном имала позитиван или неутралан одјек у Сједињеним Америчким Државама, како међу јавношћу, тако и у медијима. Противници куповине, који су је називали „Сјуардовом лудошћу“ (алудирајући на Вилијама Х. Сјуарда, државног секретара који је преговарао о куповини), представљали су мањину.
- Каубојски шешири нису били популарни у америчком западном пограничју. Дерби или шешири са ободом били су уобичајена врста покривала. Маркетинг модела Stetson „Boss of the Plains“ након Америчког грађанског рата допринео је популарности каубојског шешира.
- Велики пожар у Чикагу 1871. године није изазвала крава госпође О'Лири преврнувши лампу. Новинар је касније признао да је измислио причу како би привукао пажњу читалаца.
- Нема доказа да је Фредерик Ремингтон, током задатка на Куби 1897. године, послао телеграм Вилијаму Рендолфу Херсту са речима: „Неће бити рата. Желим да се вратим“, нити да му је Херст одговорио: „Останите. Ви обезбедите слике, ја ћу обезбедити рат.“
- Електрокуција слонице Топси није била демонстрација против наизменичне струје коју је организовао Томас Едисон током „рата струја“. Едисон није био у Луна-парку, а догађај је снимљен десет година након завршетка тог сукоба.
- Мери Мелон, позната као „Тифусна Мери“, на суђењу 1909. године тврдила је да није веровала да је заразна, иако је била асимптоматски преносилац бактерије Salmonella typhi.
- Имена имиграната нису била „американизована“ по доласку на острво Елис. Службеници су само проверавали бродске манифесте, а имигранти су сами могли мењати своја имена без званичне процедуре.
- Прохибиција није забранила конзумирање алкохола у Сједињеним Америчким Државама, већ само производњу, продају и транспорт „опојних пића“.
- Очајни брокери нису скакали у смрт у великим бројевима након краха на Вол Стриту 1929. године. Иако су медији обимно извештавали о том феномену, он је био ограниченог обима, а укупан стопа самоубистава након краха 1929. године није се повећала.
- Није дошло до шире панике у Сједињеним Америчким Државама као одговора на радијску адаптацију Орсона Велса из 1938. године романа Рат светова Х.Г. Велса. Само веома мали део радијске публике је слушао овај програм, али су новине, желећи да дискредитују радио као конкурента у области рекламирања, извештавале о изолованим инцидентима и повећаном броју позива у хитну помоћ. И Велс и CBS, који су првобитно реаговали извињавајући се, касније су схватили да им мит користи и активно су га прихватили у каснијим годинама.
- Амерички пилот Кенет Арнолд није измислио појам летећи тањир; он ту фразу није користио када је описивао своје виђење НЛО-а 1947. године на планини Рајниер у Вашингтону. The East Oregonian, прва новина која је извештавала о инциденту, само га је цитирала како каже да су објекти "летели као тањир" и били "равни као тигањ".
- Амерички сенатор Џорџ Сматерс никада није одржао говор мање образованој публици описујући свог противника, Клода Пепера, као „екстроверта” чија је сестра била „теспијанка”, у очигледној нади да ће их забунити са слично звучним речима као што су „перверт” и „лезбијка”. Сматерс је понудио 10.000 долара свима који могу доказати да је одржао тај говор; награда никада није освојена.
- Двајт Д. Ајзенхауер није наредио изградњу система међудржавних аутопутева само са циљем евакуације градова у случају нуклеарног рата. Док су војни мотиви били присутни, примарни мотиви били су цивилни.
- Роза Паркс није седела у предњем („белом”) делу аутобуса током догађаја који ју је учинио познатом и покренуо бојкот аутобуса у Монтгомерију. Уместо тога, седела је у предњем делу задњег („обојеног”) дела аутобуса, где се од Афроамериканаца очекивало да седе, и одбила је наређење возача да напусти своје место у корист белог путника када је „бели” део аутобуса постао пун.
- Афроамерички интелектуалац и активиста В. Е. Б. Ду Бојс није одрекао своје америчко држављанство док је живео у Гани, непосредно пре своје смрти. Почетком 1963. године, његово чланство у Комунстичкој партији и подршка Совјетском Савезу довели су до тога да амерички државни департман одбије да му обнови пасош док је већ био у Гани. Након што је напустио амбасаду, изјавио је своју намеру да се одрекне свог држављанства у протесту, али иако је прихватио ганско држављанство, никада није стварно одрекао своје америчко држављанство.
- Речи америчког председника Џона Ф. Кенедија „Ich bin ein Berliner” су стандардни немачки израз за „Ја сам Берлинчанин (грађанин Берлина)”. Нису тачне тврдње да је он употребом неодређеног члана "ein" променио значење реченице са „Ја сам грађанин Берлина” на „Ја сам берлински колач”, што је врста немачког пецива, сличног желатинском крофну, што је Немце насмејало. Штавише, пецива која су позната под многим именима у Немачкој, тада - као ни сада - нису била обично названа „Берлинер” у берлинској области.
- Када је Кити Ђеновезе убијена испред своје апартмана 1964. године, није било 38 суседа који су стајали и гледали и нису позвали полицију све док није била мртва, као што је првобитно извештавано, што је изазвало широку јавну љутњу која је трајала годинама и чак постала основа теорије у социјалној психологији. У ствари, сведоци су чули само делове напада и нису схватили шта се дешава, а само их је шест или седам заиста видело. Један сведок, који је позвао полицију, рекао је у интервјуу са полицајцима на месту догађаја: „Нисам хтео да се умешам”, што је касније приписано свим суседима.
- Док је један архитектонски часопис похвалио пројекат Пруитт–Игое у Сент Луису, Мисури пре него што је изграђен као „најбољи висок стан године”, овај стамбени комплекс никада није освојио ниједну награду за свој дизајн. Архитектонска фирма која је пројектовала зграде освојила је награду за ранији пројекат у Сент Луису, који је можда био помешан са пројектом Пруитт–Игое.
- Постоји мало савремених документарних доказа о томе да су ветерани из Вијетнамског рата били пљувани од стране антивојних протестаната при повратку у Сједињене Америчке Државе. Ово уверење је детаљно описано у неким биографским радовима и касније је популаризовано у филмовима као што је Рамбо.
- Жене нису спалиле своје грудњаке испред такмичења за Мис Америке 1969. године као протест у подршци ослобођењу жена. Оне су симболично бациле брустхалтере у канту за смеће, заједно са другим предметима који су се сматрали симболима позиције жена у америчком друштву као што су метле, шминка и високе потпетице. Мит о спаљивању грудњака настао је када је новинар хипотетички сугерисао да би жене могле то учинити у будућности, као што су мушкарци тог времена спаљивали своје позивнице за војску.
- Амерички свемирски програм из 1960-их није имао широку подршку јавности и није ујединио Америку. Уверење да је Аполо програм био вредан времена и новца који су уложени, достигло је 51% подршке на неколико месеци након слетања на Месец 1969. године, а иначе се креће између 35-45% подршке.
- Упркос популаризацији фразе „пити Кул-Аид” (енгл. Drinking the Kool-Aid), Кул-Аид није користио мешавину калијум цијанида и воћне пунче коју су попили учесници масакра у Џонстауну. Коришћен је сличан производ, Флејвор-Аид.